# Sumpigaster brunnea
Sumpigaster brunnea là một loài ruồi trong họ Tachinidae.